# Умершие в апреле 2021 года
Это список известных людей, соответствующих установленным критериям значимости (см. Википедия:Критерии значимости персоналий), умерших в апреле 2021 года.
Причина смерти указывается лишь в исключительных случаях (убийство, самоубийство, гибель в результате военных действий, смертная казнь, ДТП или несчастные случаи). В остальных случаях — не указывается.

## 30 апреля
- Ананд, Кариманал Венкатесан (54) — индийский фотожурналист, кинорежиссёр, кинооператор[1].
- Бакиров, Рафаил Мулланурович (74) — советский и российский татарский композитор[2].
- Беспаликов, Алексей Акимович (73) — российский государственный деятель, член Совета Федерации от Новосибирской области (2010—2014)[3].
- Броуд, Эли (87) — американский миллиардер и меценат[4].
- Брыкин, Александр Иванович (100) — советский хозяйственный деятель, генеральный директор производственного объединения «Изомер» (1966—1984), Герой Социалистического Труда (1975)[5].
- Виго, Пио Витторио (85) — итальянский католический прелат, епископ Ачиреале (2002—2011)[6].
- Главецкас, Кястутис (72) — литовский политический деятель, депутат Сейма Литвы (2000—2012)[7].
- Девлет, Надир (76) — турецкий тюрколог и журналист[8].
- Карагёз, Эрмин (82) — французская актриса, писатель, фотограф[9].
- Каунас, Кястутис (79) — советский и литовский шахматист, мастер спорта СССР (1968), международный мастер (1995)[10].
- Колесников, Анатолий Тимофеевич (87) — советский и российский тренер по баскетболу и лёгкой атлетике, заслуженный тренер РСФСР[11].
- Пейн, Энтони (84) — британский композитор и музыкальный публицист[12].
- Рагимов, Азад Ариф оглы (56) — азербайджанский политик, министр молодёжи и спорта Азербайджана (с 2006)[13].
- Сорабджи, Соли (91) — генеральный прокурор Индии (1989—1990, 1998—2004)[14].
- Томберг, Евгений Акселевич (72) — эстонский общественный и политический деятель, лидер Объединённой народной партии Эстонии, депутат Рикийкогу[15].
- Хансен, Флемминг (81) — датский политический деятель, министр транспорта Дании[16].
- Хасангалиев, Ескендир Утегенович (80) — советский и казахский композитор-песенник, певец (лирический баритон), народный артист Казахской ССР (1984)[17].
- Юзмески, Мишо (55) — северомакедонский писатель, издатель и фотограф[18].

## 29 апреля
- Алтухов, Валерий Николаевич (79) — украинский кларнетист, заслуженный деятель искусств Украины (1996)[19].
- Амирян, Мангашти (85) — иранский тяжелоатлет, участник летних Олимпийских игр 1960 года в Риме[20].
- Байденс, Энн (102) — американский филантроп, продюсер, актриса, вдова Кирка Дугласа[21].
- Броган, Фрэнк (78) — шотландский футболист[22].
- Буазза, Хафид (51) — нидерландский писатель[23].
- Ван Бален, Ханс (60) — нидерландский политический деятель, член Палаты представителей Нидерландов (1999—2009), депутат Европейского парламента (2009—2019)[24].
- Гетманец, Михаил Федосеевич (97) — советский и украинский филолог, доктор филологических наук, профессор кафедры русской и мировой литературы ХНПУ[25].
- Гилува, Лаксман (56) — индийский политик, депутат Лок сабха (2014—2019)[26].
- Дардир, Хасан (82) — саудовский актёр[27].
- Дламини, Мантфомби (65/68) — свазилендская королева зулусов[28].
- Карп, Игорь Николаевич (88) — советский и украинский учёный в области энергетики, директор Института газа АН УССР / НАН Украины (1986—2003), академик НАНУ (1992)[29].
- Корд, Казимеж (90) — польский дирижёр[30].
- Кривнова, Ольга Фёдоровна (78) — советский и российский лингвист, доктор филологических наук[31].
- Кудрявцев, Виктор Викторович (77) — советский и российский педагог, учёный, общественный деятель, доктор исторических наук[32].
- Кроуфорд, Джонни (75) — американский киноактёр[33].
- Лебланк, Либертад (83) — аргентинская актриса и балерина[34].
- Монделли, Филиппо (26) — итальянский спортсмен (академическая гребля), чемпион мира (2018) и Европы (2018)[35].
- Мухаммад ибн Талал (80) — принц Иордании[36].
- Мынбаев, Саят Мухаметбаевич (71) — казахстанский деятель госбезопасности, генерал-майор в отставке[37].
- Пирс Фултон (28) — американский диджей, музыкант, продюсер[38].
- Тамминга, Лиуве (67) — нидерландский и итальянский органист и клавесинист[39].
- Терещук, Николай Васильевич (65) — российский журналист, публицист, писатель-баталист[40].
- Трубин, Борис Николаевич (90) — советский и российский композитор, музыкальный педагог, профессор Казанской консерватории[41].
- Уэйк, Дэвид Бертон (84) — американский герпетолог, член Национальной академии наук США (1998)[42].
- Чжан Эньхуа (48) — китайский футболист, игравший в национальной сборной[43].

## 28 апреля
- Абрантиш, Мара (86) — португальская и бразильская актриса и певица[44].
- Баняц, Александар (44) — сербский композитор и музыкант[45].
- Бергер, Томас (88) — канадский юрист и политический деятель, депутат парламента Канады[46].
- Борха, Хуан Хойя (Эль Риситас) (65) — испанский комик и актёр[47].
- Гайквад, Экнат (81) — индийский политик, депутат Лок сабха (2004—2014)[48].
- Гейзель, Роман Юрьевич (40) — российский хоккеист с мячом («Кузбасс»), четырёхкратный чемпион мира; самоубийство[49].
- Двинин, Валентин Фёдорович (91) — советский и российский радиожурналист[50].
- Деб, Аниш (70) — индийский писатель[51].
- Джонсон, Энтони (82) — ямайский политик, дипломат и экономист[52].
- Калягин, Виктор Владимирович (88) — советский и российский партийный деятель, организатор сельскохозяйственного производства, Герой Социалистического Труда (1978)[53].
- Коллинз, Майкл (90) — американский астронавт и лётчик-испытатель[54].
- Лейн, Анита (62) — австралийская певица и автор песен[55].
- Леон, Клайд (37) — тринидадский футболист[56].
- Минь Гуйжун (87) — китайский теплофизик, член Китайской академии наук (1991)[57].
- Никольский, Николай Николаевич (89) — советский и российский цитолог, директор Института цитологии РАН (1988—2004), академик РАН (1992)[58].
- Салас, Федерико (70) — председатель Совета министров Перу (2000)[59].
- Устюгов, Валерий Николаевич (74) — российский государственный деятель, председатель Калининградской областной Думы (1994—2000), член Совета Федерации от исполнительного органа государственной власти Калининградской области (2000—2002)[60].
- Федье, Франсуа (85/86) — французский философ и переводчик[61].
- Шахмарданов, Зияудин Абдулганиевич (88) — советский и российский биолог, заслуженный работник высшей школы Российской Федерации[62].
- Шляхта, Евгений Георгиевич (84) — советский и российский партийный и хозяйственный деятель, директор Новгородского электровакуумного завода, первый секретарь Новгородского горкома КПСС[63].
- Эррера, Хосе де ла Пас (80) — гондурасский футбольный тренер[64].

## 27 апреля
- Агибалов, Лев Иванович (75) — советский и белорусский дизайнер и архитектор[65].
- Агирре Рамирес, Гонсало (81) — уругвайский политик, сенатор (1985—1990) и вице-президент (1990—1995)[66].
- Банихали, Маргхуб (Гулам Мохаммед Гхири) (84) — индийский поэт[67].
- Босович, Василий Васильевич (78) — украинский писатель, драматург, киносценарист [источник не указан 1080 дней].
- Дас, Манодж (87) — индийский писатель[68].
- Зельски, Франклин (80) — канадский гребец[69].
- Ильенко, Владимир Дмитриевич (76) — украинский актёр, заслуженный артист Украины (1997)[70].
- Исаев, Юрий Алексеевич (56) — советский и российский хоккеист, игрок магнитогорского «Металлурга» (1980—1988, 1990—1997), российский тренер по хоккею с шайбой[71].
- Истурис, Аристобуло (74) — венесуэльский государственный деятель, вице-президент Венесуэлы (2016—2017)[72].
- Кавсадзе, Кахи Давидович (85) — советский и грузинский актёр театра и кино, народный артист Грузинской ССР (1981)[73].
- Калл, Дейв (71) — новозеландский политик, мэр Данидина (2010—2019)[74].
- Намбудирипад, Леела (86) — индийская детская писательница[75].
- Патидар, Рамешвар (84) — индийский политик, депутат Лок сабха (1977—1979, 1989—1999)[76].
- Рендулич, Златко (100) — югославский военный лётчик, генерал-полковник авиации[77].
- Семуха, Владимир Иосифович (93) — советский и белорусский организатор здравоохранения и политический деятель, председатель республиканского комитета Общества Красного Креста Белорусской ССР (1960—1989), народный депутат СССР (1989—1991)[78].
- Терновская, Нинель Фёдоровна (94) — советская и российская театральная актриса, народная артистка России (1996)[79].
- Фричер, Мирослав (61) — чешский хоккеист и тренер, серебряный (1979) и бронзовый (1981) призёр чемпионатов мира в составе сборной Чехословакии[80].
- Черных, Юрий Алексеевич (69) — российский хозяйственный деятель, генеральный директор ОАО «Салаватнефтемаш» (1995—2005)[81].
- Чон Джин Сок, Николай (89) — южнокорейский кардинал, епископ Чхонджу (1970—1998), архиепископ Сеула (1998—2012)[82].
- Шанмукхаппа Басаппа, Сиднал (85) — индийский политический деятель, депутат Лок сабха (1980—1996)[83].
- Шмитт, Эл (91) — американский студийный звукорежиссёр, продюсер звукозаписи, двадцатитрёхкратный лауреат премии «Грэмми»[84].
- Шукла, Каруна (70) — индийский политический деятель, депутат Лок сабха (2009—2014)[85].
- Шульженко, Виктор Алексеевич (82) — советский и украинский артист цирка, заслуженный артист УССР (1974)[86].

## 26 апреля
- Арни Олафур Асгейрссон (49) — исландский кинорежиссёр[87].
- Ахтешам, Манзур (73) — индийский писатель[88].
- Ашрафов, Балоглан Ханоглан оглы (69) — азербайджанский певец, заслуженный артист Азербайджана (2007)[89].
- Бацула, Александр Ефимович (94) — советский государственный деятель, министр финансов Казахской ССР (1984—1990)[90].
- Бхонсле, Ваман (89) — индийский монтажёр фильмов, лауреат Национальной кинопремии[91].
- Згулка, Тадеуш (76) — польский филолог[92].
- Лиссаридис, Васос (100) — кипрский государственный деятель, председатель Палаты представителей Кипра (1985—1991)[93].
- Мартель, Диего (73) — испанский пловец, нейрохирург[94].
- Могилевская, Лия Абрамовна (94) — советская пианистка, заслуженный работник культуры РСФСР (1976)[95]
- Панченко, Леонид Фёдорович (91) — советский и российский биохимик, академик РАМН (1999—2013), академик РАН (2013)[96][97].
- Пресс, Тамара Натановна (83) — советская спортсменка (лёгкая атлетика), трёхкратная чемпионка летних Олимпийских игр (1960 в Риме, 1964 в Токио—дважды), заслуженный мастер спорта СССР (1960), сестра Ирины Пресс[98].
- Сиборн, Пэм (85) — британская легкоатлетка[99].
- Скробов, Виктор Семёнович (87) — советский военный политработник, начальник кафедры основ марксизма-ленинизма Военного финансово-экономического факультета при Московском финансовом институте (1984—1986), заслуженный деятель науки РСФСР (1984)[100].
- Хинтен, Лия (78) — нидерландская легкоатлетка[101].
- Фичамба, Хесус (74) — эквадорский эстрадный певец[102].

## 25 апреля
- Абденнур, Али Яхья (100) — алжирский юрист, политический деятель и правозащитник[103].
- Васильковская-Остуд, Евгения Ивановна (92) — американская поэтесса, переводчица, литературовед[104].
- Витте, Андре де (76) — бразильский католический прелат, епископ Руй-Барбозы (1994—2020)[105].
- Гавел, Иван (82) — чешский учёный, брат Вацлава Гавела[106].
- Жакиев, Бексултан Жакиевич (85) — советский и киргизский писатель, народный писатель Республики Кыргызстан, Герой Киргизской Республики (2011)[107].
- Какеев, Аскар Чукутаевич (85) — советский и киргизский философ, министр образования, науки и культуры Кыргызстана (1993—1998), академик НАН КР (1993)[108].
- Колингба, Дезире (64) — центральноафриканский политик[109].
- Конрадс, Джон (78) — австралийский пловец, чемпион и двукратный бронзовый призёр летних Олимпийских игр в Риме (1960)[110].
- Марэт, Жозеф (71) — бельгийский политик[111].
- Ндайирукийе, Сириль (66) — бурундийский политик, министр национальной обороны (2000—2002)[112].
- Салимоненко, Анатолий Андреевич (80) — советский и российский актёр, заслуженный артист РСФСР (1984)[113].

## 24 апреля
- Аниканов, Олег Карпович (87) — советский и российский военный строитель, генерал-полковник (1991)[114].
- Бубнис, Витаутас (88) — литовский писатель и политический деятель, член Сейма (1992—1996)[115].
- Людвиг, Криста (93) — немецкая оперная певица (меццо-сопрано)[116].
- Марамзин, Владимир Рафаилович (86) — русский писатель .
- Моншпарт, Шарольта (76) — венгерская спортсменка (спортивное ориентирование), чемпионка мира (1972)[117].
- Раков, Владимир Александрович (72) — российский эколог, доктор биологических наук, профессор, главный научный сотрудник морской экотоксикологии ТОИ ДВО РАН[118].
- Ранье, Ив (78) — французский киноактёр[119].
- Сичкарёва, Людмила Александровна (83) — советская и российская актриса, артистка Смоленского драмтеатра (с 1964 года), народная артистка Российской Федерации (2006)[120].
- Собаич, Милош (75) — сербский художник и скульптор[121].
- Шихов, Евгений Витальевич (51) — начальник УФСИН во Забайкалью (с 2018 года), генерал-майор внутренней службы (2020); убит[122].
- Шопрони, Йожеф (90) — венгерский композитор[123].
- Эльбаз, Альбер (59) — израильский дизайнер одежды[124].

## 23 апреля
- Аструп, Ханс-Расмус (82) — норвежский бизнесмен, основатель Музея современного искусства Аструп-Фернли[125].
- Бехи, Лалит (71) — индийский киноактёр, кинорежиссёр и кинопродюсер[126].
- Бонева, Дора Иванова (84) — болгарская художница, вдова Любомира Левчева[127].
- Камински, Дэн (42) — американский программист, специалист по компьютерной безопасности[128].
- Комельяс, Хосе Луис (93) — испанский астроном и историк[129].
- Ло Цинцюань (75) — китайский партийный и государственный деятель, секретарь партийного комитета провинции Хубэй (2007—2010)[130].
- Лукьянов, Анатолий Евгеньевич (72) — советский и российский востоковед-синолог, доктор философских наук (1991), профессор[131].
- Мелешевич, Андрей Анатольевич (58) — украинский правовед, президент Киево-Могилянской академии (2014—2019)[132].
- Меони, Марио (56) — аргентинский государственный деятель, министр транспорта Аргентины (с 2019 года); ДТП[133].
- Мильва (81) — итальянская певица и актриса[134].
- Мистри, Амит (47) — индийский киноактёр[135].
- Нормурадов, Хасан Норбекович (82) — узбекский общественный деятель, сенатор, Герой Узбекистана (2019)[136].
- Пономарёв, Виталий Андреевич (89) — советский хозяйственный, государственный, партийный, политический и военный деятель, заместитель Председателя КГБ (1985—1991)[137].
- Фиделис, Леви (69) — бразильский политик[138].
- Фреди (Матти Калеви Сиитонен) (78) — финский эстрадный певец[139].

## 22 апреля
- Андрис, Рик (84) — бельгийский киноактёр[140].
- Батраева, Зинаида Николаевна (98) — советская разведчица[141].
- Бодешулы, Жаркен (77) — казахский писатель[142].
- Варицкий, Сергей Николаевич (62) — российский кинорежиссёр и продюсер[143].
- Гилязев, Муфтадин Мугалиевич (82) — советский и российский башкирский композитор-песенник[144].
- Джонсон, Деннис (81) — ямайский легкоатлет и тренер[145].
- Гюрбюз, Сельма (61) — турецкая художница и скульптор[146]
- Кларк, Терренс (19) — американский баскетболист; ДТП[147].
- Мартинес, Росарио (63) — уругвайский футболист[148].
- Фрайс, Чарльз (92) — американский кинопродюсер[149].
- Хандке, Мирослав (75) — польский химик и государственный деятель, министр образования (1997—2000)[150].

## 21 апреля
- Бекам, Марк (89) — французский политик, депутат Национального собрания (1967—1978), сенатор (1980—1986), мэр Кемпера (1977—1989)[151].
- Брусвеэн, Хокон (93) — норвежский лыжник, чемпион и серебряный призёр зимних Олимпийских игр в Скво-Вэлли (1960)[152].
- Грасиани, Альфредо (56) — аргентинский футболист[153].
- Гутыра, Роберт (76) — чехословацкий спортсмен-велосипедист[154].
- Донченко, Анатолий Петрович (79) — советский и российский деятель науки, ректор Гуманитарного института Новгородского государственного университета[155].
- Земба, Войцех (79) — польский католический прелат, архиепископ Белостока (2000—2006) и Вармии (2006—2016)[156].
- Кан, Берни (90) — американский киносценарист[157].
- Колас де Мероньо, Мерседес (95) — аргентинская политическая активистка, вице-президент движения Матери площади Мая[158].
- Коломби, Мирьям (81) — французская актриса и театральный режиссёр, директор «Театра Монпарнас» (с 1984 года)[159].
- Косинский, Мариан (75) — польский футболист[160].
- Котельников, Пётр Павлович (91) — ветеран Великой Отечественной войны, последний из остававшихся в живых защитник Брестской крепости[161].
- Кулиев, Хатем Хедаят оглы (74) — азербайджанский геолог и геофизик, академик НАН Азербайджана (2014)[162].
- Мёбель, Мориц (98) — немецкий уролог, иностранный член АМН СССР / РАМН (1984—2014), иностранный член РАН (2014)[163].
- Моисеева, Ирина Алексеевна (96) — артистка народно-сценического танца, солистка (с 1941 года) и педагог Ансамбля народного танца имени Игоря Моисеева, заслуженная артистка РСФСР (1958), вдова Игоря Моисеева[164].
- Мутон, Анри (87) — бельгийский политик, член Сената Бельгии (1981—1985)[165].
- Ферро, Марк (96) — французский историк[166].
- Фрич, Томас (77) — немецкий актёр[167].
- Шанха, Гхош (89) — индийский поэт и литературный критик[168].

## 20 апреля
- Ахиджо, Жермен Хабиба (89) — Первая леди Камеруна (1960—1982), вдова Ахмаду Ахиджо[169].
- Гуммадов, Оразмурад (79) — советский и туркменский актёр театра и кино, сценарист, режиссёр, народный артист Туркменистана (2009)[170].
- Данцис, Джордж (88) — австралийский баскетболист[171].
- Деби, Идрис (68) — президент Чада (с 1990 года); гибель в результате военных действий[172].
- Мазуркевич, Веслава (95) — польская актриса[173].
- Маккьюэн, Лес (65) — британский поп-музыкант, участник группы Bay City Rollers[174].
- Нандласкар, Кишоре (81) — индийский киноактёр[175].
- Нарасимхам, Майдаволу (94) — индийский экономист, управляющий Резервным банком Индии (1977)[176].
- Обри, Рекс (86) — австралийский пловец[177].
- Пачулия, Валико Меджитович (72) — советский и абхазский военный историк и публицист[178].
- Рахарджо, Листианто (50) — индонезийский футболист[179].
- Роос, Селин (67) — французско-канадская шахматистка[180].
- Ртвелиашвили, Зураб (53 или 54) — грузинский поэт[181].
- Соплиньский, Александр (79) — польский политик, член Сейма Республики Польша (2005—2011), заместитель министра здравоохранения (2012—2015)[182].
- Тайнитцер, Альфред (91) — австрийский футболист, бронзовый призёр чемпионата мира в Швейцарии (1954)[183].
- Хеллман, Монте (88) — американский кинорежиссёр[184].

## 19 апреля
- Абаренов, Анатолий Анатольевич (82) — советский, российский художник-мультипликатор[185].
- Айрапетян, Юрий Суренович (87) — советский, армянский и российский пианист, народный артист Армянской ССР (1976)[186].
- Бандини, Моника (56) — итальянская велогонщица, чемпионка мира по шоссейным велогонкам (1988)[187].
- Бялыницкий-Бируля, Анджей (85) — польский математик, действительный член Польской академии наук (2002)[188].
- Ван дер Кёйлен, Вилли (74) — нидерландский футболист, трёхкратный чемпион Нидерландов, обладатель Кубка УЕФА 1977/78 в составе клуба ПСВ[189].
- Винклер, Томаш (81) — словацкий писатель, историк литературы и литературный критик[190].
- Дошекова, Эмилия (83) — словацкая актриса[191].
- Зенкин, Игорь Викторович (62) — российский правовед, доктор юридических наук (1993), профессор (1999)[192].
- Кило, Мишель (80) — сирийский писатель и правозащитник[193].
- Лантратова, Вера Степановна (73) — советская волейболистка, в составе сборной СССР чемпионка летних Олимпийских игр в Мехико (1968), чемпионка мира (1970) и чемпионка Европы (1967), заслуженный мастер спорта СССР (1991)[194].
- Лысенко, Владимир Николаевич (65) — российский политический деятель, политолог, народный депутат России (1990—1993)[195].
- Мондейл, Уолтер (93) — американский государственный деятель, вице-президент США (1977—1981)[196].
- Петухов, Олег Евгеньевич (84) — советский и российский художник, заслуженный художник Российской Федерации[197].
- Раденкович, Момчило Моша (70) — сербский поп-певец и композитор, участник группы «Златни прсты»[198].
- Раукас, Анто Викторович (86) — советский и эстонский геолог, академик АН Эстонской ССР / Эстонской АН (1987)[199].
- Реймер, Биргитт (95) — датская актриса[200].
- Савченко, Сергей Викторович (62) — ректор Луганского университета (с 2006), член-корреспондент НАПНУ (2016)[201].
- Стайнман, Джим (73) — американский музыкант, композитор и автор песен[202].
- Шамурзаев, Нурлан Турсунович (61) — киргизский политический деятель, первый секретарь ЦК ЛКСМ Киргизии (1990—1991)[203].
- Шувалов, Виктор Григорьевич (97) — советский хоккеист и тренер, чемпион зимних Олимпийских игр в Кортина-д’Ампеццо (1956), заслуженный мастер спорта СССР (1954)[204].

## 18 апреля
- Абабса, Наима (51) — алжирская эстрадная певица[205].
- Абдинабиева, Газиза (72) — казахстанская актриса театра и кино, заслуженный деятель искусств Казахстана[206].
- Бердымухамедов, Мяликгулы Бердымухамедович (88) — отец президента Туркмении Гурбангулы Бердымухамедова[207].
- Братковский, Стефан (86) — польский юрист, журналист, публицист, писатель[208].
- Гилязев, Азамат Лукман-Хакимович (65) — башкирский театральный художник[209].
- Джадд, Фрэнк Ашкрофт (86) — британский государственный деятель, депутат Палаты общин (1966—1979), член Палаты лордов (с 1991)[210].
- Коватта, Луиджи (77) — итальянский политический деятель и журналист, член Сената и депутат парламента Италии[211].
- Кривченко, Александр Иванович (79) — советский и российский физиолог, заведующий лабораторией сравнительной физиологии дыхания ИЭФБ РАН (с 1986), член-корреспондент РАН (2008)[212].
- Маккейб, Фрэнк (93) — американский баскетболист, чемпион летних Олимпийских игр в Хельсинки (1952)[213].
- Мохамед, Мохамед Абди (72) — сомалийский учёный и государственный деятель, министр обороны (2009—2010)[214].
- Неведомский, Николай Алексеевич (64) — российский государственный деятель, глава администрации Благовещенска (2010—2011)[215].
- Папилая, Альберт (53) — индонезийский боксёр, участник летних Олимпийских игр 1992 года в Барселоне[216].
- Ружичка, Зденек (96) — чехословацкий гимнаст, двукратный бронзовый медалист летних Олимпийских игр в Лондоне (1948)[217].
- Скарлетт, Лиам (35) — британский хореограф; самоубийство[218].
- Уруг, Недждет (100) — турецкий военный, начальник Генерального штаба (1983—1987), командующий сухопутными силами Турции (1983)[219]
- Фурс, Элизабет (84) — американский политический деятель, член Палаты представителей США (1993—1999)[220].
- Хеджази, Мохаммад Хосейнзаде (64/65) — иранский военачальник, бригадный генерал[221].
- Шмид, Ричард (86) — американский художник[222].

## 17 апреля
- Брик, Александр Борисович (77) — советский и украинский физик, член-корреспондент НАН Украины (2012)[223].
- Вивек (Вивеканандан) (59) — индийский актёр-комик[224].
- Демирёз, Эрол (81) — турецкий киноактёр[225].
- Колаемма, Джанни (62) — итальянский киноактёр и кинорежиссёр[226].
- Малевези, Джастин (77) — малавийский политик, вице-президент Малави (1994—2004)[227].
- Мец, Герт (79) — немецкий легкоатлет[228].
- Олтяну, Константин (75) — румынский футболист[229].
- Сабо, Шандор (70) — венгерский пловец[230].
- Сарвар, Кабори (70) — бангладешская актриса и политический деятель, член Национальной ассамблеи (2008—2014)[231].
- Семёнова, Вера Павловна (92) — советская и российская актриса, заслуженная артистка РСФСР (1981)[232].
- Сюй Шэнфа (96) — тайваньский бизнесмен и политический деятель, основатель компании «Принс Моторс»[233].
- Форд, Хестер (115) — американская долгожительница[234].
- Хан, Франклин — политик, член Парламента Тринидада и Тобаго (с 2002)[235].
- Хельмингер, Пoль (80) — люксембургский политик, мэр Люксембурга (1999—2011) и член Палаты депутатов Люксембурга (1984—1989, 1994—2012)[236].
- Хораи, Себастьян Кото (91) — лесотский кардинал, епископ Мохалес-Хука (1977—2014)[237].
- Чуркин, Владимир Дмитриевич (68) — советский футболист и тренер[238].
- Яворивский, Владимир Александрович (78) — советский и украинский журналист, один из главных основателей Народного Руха Украины, народный депутат Украины[239].

## 16 апреля
- Азизов, Мирза (58) — узбекский актёр театра и кино, народный артист Узбекистана (2015)[240].
- Ахмед, Хуссейн (88/89) — индийский футболист[241].
- Баллан, Камаль (67) — сирийский и российский музыкант, хореограф, поэт, актёр[242].
- Большакова, Надежда Павловна (63) — саамская писательница[243].
- Бурмако, Марина Павловна (81) — советская и российская актриса, заслуженная артистка РСФСР (1987)[244].
- Гешке, Чарльз (81) — американский информатик и предприниматель, сооснователь компании Adobe Systems Inc. (1982), член Национальной инженерной академии США (1995) и Американской академии искусств и наук (2008)[245].
- Гузун, Людмила (59) — молдавский политик, депутат Парламента Молдавии (с 2019)[246].
- Дэвис, Роберт Уильям (95) — британский историк (о смерти объявлено в этот день)[247].
- Жаме, Клод (91) — французский футболист[248].
- Кобаяси, Осаму (57) — японский режиссёр-аниматор[249].
- Кулиев, Эльдар Тофик оглы (80) — советский и азербайджанский кинорежиссёр, сценарист и актёр, народный артист Азербайджанской ССР (1982)[250].
- Маккрори, Хелен (52) — английская актриса[251].
- Митчелл, Майк (77) — американский рок-музыкант, вокалист и гитарист группы The Kingsmen[252].
- Новиков, Сергей Петрович (71) — советский дзюдоист, чемпион летних Олимпийских игр в Монреале (1976), заслуженный мастер спорта СССР (1974)[253].
- Ногаллер, Александр Михайлович (100) — советский гастроэнтеролог и аллерголог, доктор медицинских наук (1960), профессор[254].
- Омар, Абу Бакар (72) — малайзийский киноактёр[255].
- Пауэлл, Энтони (85) — британский художник по костюмам для сцены и экрана, трёхкратный лауреат премии «Оскар» (1972, 1978, 1979)[256].
- Пикок, Эндрю (82) — австралийский государственный деятель, министр иностранных дел Австралии (1975—1980)[257].
- Пирсон, Джонни (95) — канадский хоккеист[258].
- Рауль, Эрик (65) — французский политик, депутат Национального собрания (2002—2012)[259].
- Раушанов, Есенгали Абдижапарович (63) — казахский поэт, лауреат Государственной премии Казахстана[260].
- Сбитнев, Юрий Николаевич (89) — русский писатель[261].
- Силла, Феликс (84) — итальянский писатель[262].
- Тёрёчик, Мари (85) — венгерская актриса[263].
- Ходжес, Боб (77) — канадский конькобежец и биохимик[264].
- Янг, Расти (75) — американский рок-музыкант, сооснователь кантри-рок-группы Poco[265].

## 15 апреля
- Абуков, Камал Ибрагимович (83) — кумыкский писатель и литературный критик[266].
- Андреева, Любовь Харитоновна (78) — русская поэтесса[267].
- Грегорян, Вартан (87) — американский учёный и благотворитель, президент Корпорации Карнеги в Нью-Йорке (с 1997 года)[268].
- Зарудий, Феликс Срульевич (83) — советский и российский фармаколог, доктор медицинских наук (1986), профессор кафедры фармакологии БГМУ (1987), заслуженный деятель науки Российской Федерации (2003)[269].
- Кастильо, Патрисио (80) — чилийский и мексиканский актёр[270].
- Кауфман, Вальтер (97) — немецкий и австралийский писатель[271].
- Лохтачев, Александр Иванович (72) — советский и российский скульптор, заслуженный художник Российской Федерации (2004)[272].
- Овчинников, Адольф Николаевич (89) — советский и российский художник-реставратор древнерусской и поствизантийской темперной живописи, икон и фресок, почётный член РАХ[273].
- Оловянников, Николай Ефимович (98) — советский военный лётчик, Герой Советского Союза (1944)[274].
- Сан Августин, Джозеф Татиано (90) — гуамский политический деятель, спикер Сената Гуама[275].
- Талаганис, Димитриос (75/76) — греческий художник, поэт, архитектор и градостроитель[276].
- Хельмерс, Кнут (64) — норвежский шахматист[277].
- Чандулал, Азмира (66) — индийский политик[278].
- Чебриков, Артур Николаевич (86) — советский и российский организатор производства, директор Брянского машиностроительного завода (1985—1995)[279].
- Чурилин, Александр Анатольевич (74) — российский дипломат, чрезвычайный и полномочный посол Российской Федерации в Румынии (2006—2011)[280].

## 14 апреля
- Абдул Матин Хасру (71) — бангладешский государственный деятель, член Национальной ассамблеи (1991—2001, 2009—2021), министр юстиции (1997—2001)[281].
- Акбулут, Йылдырым (85) — турецкий государственный деятель, премьер-министр Турции (1989—1991)[282].
- Аль-Альвани, Мамун (63) — иракский государственный деятель, губернатор Анбара (2005—2009)[283].
- Бартфельд, Натан Яковлевич (71) — советский и молдавский футбольный судья, функционер, инспектор ФИФА и УЕФА[284].
- Беззубов, Роман (41) — латвийский футболист («Юрмала»), футбольный агент; убийство[285].
- Бирюков, Юрий Евгеньевич (86) — советский и российский музыковед и композитор[286].
- Борисов, Пётр Федотович (65) — украинский государственный деятель, первый заместитель министра Украины по вопросам чрезвычайных ситуаций и по делам защиты населения от последствий Чернобыльской катастрофы (2003—2004)[источник не указан 1399 дней]
- Вавжонь, Эва (83) — польская киноактриса[287].
- Галонзка, Роберт[пол.] (83) — польский физик, академик Польской академии наук (2010)[288].
- Дионисий (Сакатис) (74) — епископ Константинопольской православной церкви, митрополит Синадский (с 1996)[289].
- Клышко, Анатолий Константинович (85) — белорусский советский прозаик, журналист, критик, переводчик, педагог, заслуженный работник культуры Республики Беларусь (1994), член Союза писателей СССР (1960)[290].
- Ларройя, Хоакин (83) — испанский гребец-байдарочник[291].
- Лувен, Мишель (83) — канадский франкоязычный эстрадный певец[292].
- Марусев, Олег Фёдорович (76) — советский и российский актёр театра и кино, режиссёр и телеведущий, заслуженный артист Российской Федерации (1993)[293].
- Мейдофф, Бернард (82) — американский предприниматель[294].
- Усман, Ахмед (69 или 70) — нигерийский государственный деятель, военный губернатор Ондо (1994—1996) и Ойо (1996—1998)[295].
- Фолкнер, Трейдер (93) — австралийский актёр[296].
- Чакалов, Киёмиддин (75) — советский и таджикский актёр театра и кино, народный артист Таджикистана (1998)[297].
- Экмечич, Мевлудин (91) — боснийский художник[298].

## 13 апреля
- Александров, Василий Леонидович (49) — российский театральный актёр, артист Курганского театра драмы (с 1993)[299].
- Аль-Кабенди, Джамаль Якуб (62) — кувейтский футболист[300].
- Анненский, Александр Исидорович (71) — российский кинодраматург, писатель, публицист, сын Исидора Анненского[301].
- Арриньон, Жан-Пьер (78) — французский историк-медиевист, специалист по средневековой истории Руси и истории современной России[302].
- Борткевич, Леонид Леонидович (71) — советский и белорусский музыкант, солист ВИА «Песняры», заслуженный артист БССР (1979)[303].
- Де Соуза, Рут Роберта (52) — бразильская баскетболистка, чемпионка мира (1994)[304].
- Дэвис, Роберт Уильям (95) — британский историк[305].
- Желтоухов, Игорь Евгеньевич (76) — советский и российский театральный актёр, артист Хабаровского театра музыкальной комедии, народный артист РСФСР (1990)[306].
- Кортенская, Мирослава Стефанова (67) — болгарский театральный критик, культуролог и медиаэксперт[307].
- Лейблер, Изи (86) — австралийский политический активист, борец за права советских евреев[308].
- Леонард, Бобби (88) — американский профессиональный баскетболист и тренер[309].
- Маранди, Саймон (73) — индийский политик[310].
- Марбашев, Константин Христофорович (80) — советский и российский конструктор корабельной авиации[311].
- Мирус, Борис Михайлович (92) — актёр Украинского драматического театра имени Марии Заньковецкой (с 1957), народный артист Украинской ССР (1991)[312].
- Ноэль, Бернар (90) — французский поэт, прозаик и эссеист[313].
- Сатхидар, Вира (61) — индийский киноактёр[314].
- Тиличеев, Евгений Сергеевич (74) — советский и российский актёр театра и кино, заслуженный артист Российской Федерации (1998)[315].
- Филиппини, Рокко (77) — швейцарский виолончелист[316].
- Чепелик, Владимир Андреевич (75) — советский и украинский скульптор, народный художник Украины (1992)[317].
- Шушпанов, Михаил Николаевич (68) — советский и российский организатор производства, генеральный директор Воронежского авиационного завода (2006—2008)[318].
- Ярдошвили, Александр Эдуардович (66) — спортивный врач московских футбольных команд (c 1982), заслуженный врач Российской Федерации[319].

## 12 апреля
- Балой, Олдемиру (66) — мозамбикский государственный деятель, министр иностранных дел Мозамбика (2008—2017)[320].
- Голованов, Василий Ярославович (60) — российский писатель, эссеист, путешественник и журналист, сын Ярослава Голованова[321].
- Дзанаев, Борис Александрович (80) — советский и российский хореограф, художественный руководитель и главный балетмейстер ансамбля «Исламей» (1981—1993), заслуженный артист РСФСР[источник не указан 1480 дней].
- Добрин, Борис Юльевич (94) — советский и украинский терапевт, доктор медицинских наук, профессор ЛГМУ, заслуженный врач Украины[322].
- Зильберкант, Иосиф Израилевич (91) — советский и российский адвокат, заслуженный юрист Российской Федерации (1995)[323].
- Илюшин, Александр Сергеевич (77) — советский и российский физик, доктор физико-математических наук (1989), заведующий кафедрой физики твёрдого тела физфака МГУ (с 1987 года), заслуженный профессор МГУ[324].
- Козенко, Виктор Данилович — украинский театральный деятель, директор Луганского областного русского драматического театра (1974—2007)[325].
- Котов, Николай Михайлович (79) — советский и российский музыковед и композитор[326].
- Мартинек, Карел (88) — советский и чешский биохимик[327].
- Мартиросян, Дереник Арамаисович (78) — армянский театральный актёр, режиссёр и драматург, заслуженный артист Республики Армения (2006)[328].
- Рехман, Ибн Абдул (90) — деятель правозащитного движения Пакистана[329].
- Роганович, Вук (77) — сербский гандбольный тренер[330].
- Салин, Валентин Иванович (91) — советский и российский волейбольный тренер, заслуженный тренер СССР (1972)[331].
- Скинази, Даниэль (87) — итальянский художник[332].
- Соареш Мартинеш, Педру (95) — португальский юрист и государственный деятель, министр здравоохранения и социального обеспечения (1962—1963), член Лиссабонской академии наук (1980)[333].
- Уильямс, Ширли (90) — британский государственный деятель, министр образования и науки Великобритании (1976—1979)[334].
- Хо Йен Че (54) — сингапурский дзюдоист[335].
- Холина, Серафима Васильевна (97) — советская киноактриса[336].
- Ян Сюн (67) — китайский государственный деятель, мэр Шанхая (2012—2017)[337].

## 11 апреля
- Аширбаев, Бахытжан Кудайбергенович (68) — советский и казахстанский архитектор, главный архитектор Шымкента (1981—1999) и Южно-Казахстанской области, лауреат Государственной премии Республики Казахстан в области литературы и искусства (2014)[338].
- Бейкер, Колин (86) — валлийский футболист, участник чемпионата мира в Швеции (1958) в составе национальной сборной[339].
- Бискупек, Маттиас (70) — немецкий писатель[340].
- Борнье, Нелсон (71) — бразильский политик, депутат (1991—1996, 2003—2012), мэр Нова-Игуасу (1997—2002, 2013—2016)[341].
- Джавадов, Физули Джавадович (70) — советский и азербайджанский футболист[342].
- Дробижева, Леокадия Михайловна (88) — советский и российский этносоциолог, доктор исторических наук (1982), профессор, заслуженный деятель науки Российской Федерации (1999)[343].
- Зуева, Антонина Михайловна (93) — советский передовик сельскохозяйственного производства, звеньевая хмелеводческого звена совхоза «Волга» Козловского района Чувашской АССР (1947—1983)[344].
- Люгайло, Станислав Антонович (83) — советский волейболист, чемпион летних Олимпийских игр в Токио (1964), заслуженный мастер спорта СССР (1990)[345].
- Махулов, Магомед Махулович (106) — советский партийный и государственный деятель, первый секретарь Гергебильского, Гунибского, Казбековского районных комитетов КПСС, Герой Социалистического Труда (1971)[346].
- Миронов, Алексей Кириллович (95) — советский военачальник, заместитель начальника Главного управления кадров Министерства обороны СССР (1979—1991), генерал-полковник (1989)[347].
- Навасардян, Арман Гарникович (82) — заместитель министра иностранных дел Армении (1991—1993), чрезвычайный и полномочный посол Армении (1993—1995)[348].
- Падрон, Хусто Хорхе (77) — испанский поэт, переводчик и эссеист[349].
- Симянович, Зоран (74) — сербский композитор[350].
- Сираво, Джозеф (64) — американский актёр[351].
- Фентон-Смит, Дик (89) — австралийский футболист[352].

## 10 апреля
- Абдул Ахад, Сабиамад (65) — малайзийский спортсмен и тренер по стендовой стрельбе, участник Летних Олимпийских игр 1984 года в Лос-Анжелесе[353].
- Ар, Мехтап (64) — турецкая актриса театра и кино[354].
- Берци, Иштван (75) — венгерский гимнаст, участник летних Олимпийских игр 1972 года в Мюнхене[355].
- Бланко Прието, Феликс дель (83) — испанский куриальный прелат и ватиканский дипломат[356].
- Верник, Эмиль Григорьевич (96) — советский и российский радиорежиссёр, народный артист Российской Федерации (1999), отец Игоря Верника[357].
- Ди Белло, Россана (64) — итальянский политик, мэр Таранто (2000—2006)[358].
- Жуков, Иван Ефимович (86) — советский лётчик-испытатель, заслуженный военный лётчик СССР (1985), Герой Советского Союза (1982)[359].
- Ивуоха, Бруно (68) — нигерийский киноактёр[360].
- Кассиди, Эдуард Идрис (96) — австралийский куриальный кардинал и ватиканский дипломат[361].
- Каул, Сатиш (74) — индийский киноактёр[362].
- Ладыгина, Ариадна Борисовна (94) — советский и белорусский музыковед, доктор философских наук (1974), профессор[363] Архивная копия от 12 апреля 2021 на Wayback Machine.
- Мартынюк, Николай Ильич (86) — советский военно-морской деятель, вице-адмирал (1988)[364].
- Моник, Эдуар (89) — мавританский поэт и дипломат, посол Мавритании в ЮАР[365].
- Мухаммад, Гарба (76) — нигерийский политик, губернатор Сокото (1985—1987)[366].
- Мукете, Виктор (102) — камерунский политик[367].
- Ньютон, Джун (97) — австралийская фотожурналистка[368].
- Ойоно-Мбиа, Гийом (82) — камерунский писатель[369].
- Попкович, Владимир Антонович (86) — белорусский поэт[370].
- Фёдоров, Виктор Иванович (84) — советский и российский горнолыжник и тренер по горнолыжному спорту, мастер спорта СССР[371].
- Цулая, Гиви Васильевич (87) — советский и российский историк, доктор исторических наук (1988)[372].
- Шимко, Имре (82) — венгерский стрелок[373].
- Эрдман, Фред (87) — бельгийский политик, сенатор (1988—1999), член Палаты представителей (1999—2003)[374].

## 9 апреля
- Бабко, Александр Митрофанович (89) — советский и белорусский передовик сельскохозяйственного производства, Герой Социалистического Труда (1972) (о смерти объявлено в этот день)[375].
- Гибсон, Иэн (82) — британский политический деятель, депутат Палаты общин (1997—2009)[376].
- Захаров, Виктор Филиппович (78) — советский и российский тренер по классической борьбе, заслуженный тренер РСФСР, заслуженный работник физической культуры РФ (2010)[377].
- Канибер, Вольфганг (81) — немецкий футболист[378].
- Кларк, Рэмси (93) — американский государственный деятель, генеральный прокурор США (1967—1969)[379].
- Курдюмов, Александр Вячеславович (82) — советский и украинский физик, член-корреспондент НАН Украины (2000)[380].
- Манташян, Адольф Айрапетович (89) — советский и армянский физикохимик, директор Института химической физики им. А. Б. Налбандяна (1987—2006), академик НАН РА (1994)[381].
- Минкер, Джек (англ. Jack Minker; 93) — американский учёный в области информатики[382].
- Никольский, Владимир Николаевич (74) — советский и украинский историк, доктор исторических наук, профессор кафедры отечественной и региональной истории ДонНУ[383].
- Ольсон, Билл (91) — американский прыгун с трамплина[384].
- Пере, Дахуку (68) — тоголезский государственный деятель, председатель Национального собрания Того (1994—1999)[385].
- Провалов, Константин Константинович (71) — российский дипломат, посол России в Эстонии (2000—2006)[386].
- Аскенгрен Пьяченти, Кирстен (92) — датский и итальянский искусствовед и музейный деятель[387].
- Рейсман, Джудит (85) — американский общественный деятель[388].
- Ржебичек, Франтишек (89) — чешский поэт-песенник[389].
- Сигэно, Ясумаса (79) — японский политический деятель, член Палаты представителей Японии[390].
- Симак, Вячеслав Петрович (56) — советский и молдавский боксёр и тренер, заслуженный тренер Молдовы[391].
- Фассер, Эккехард (68) — швейцарский бобслеист, чемпион зимних Олимпийских игр в Калгари (1988)[392].
- Филипп, герцог Эдинбургский (99) — супруг королевы Великобритании Елизаветы II (с 1947), отец короля Великобритании Карла III[393].
- Фурманов, Рудольф Давыдович (82) — советский и российский театральный режиссёр, художественный руководитель — директор театра «Русская антреприза», народный артист Российской Федерации (2008)[394].
- DMX (50) — американский рэпер и актёр; передозировка[395].

## 8 апреля
- Адамс, Филлип (32) — игрок в американский футбол; самоубийство[396].
- Атаян, Армен Аршакович (98) — советский, армянский и украинский художник[397].
- Бадирзаде, Магеррам Алисафтар оглы (76) — азербайджанский телевизионный режиссёр, заслуженный деятель искусств Азербайджана (2006)[398].
- Быковская, Филомена — польская поэтесса[399].
- Ван ден Хюрк, Тон (88) — нидерландский футболист[400].
- Да Силва, Джон (86) — новозеландский спортсмен (вольная борьба), участник летних Олимпийских игр в Мельбурне (1956)[401].
- Джельсомини, Анжело (89) — итальянский борец[402].
- Дивяк, Йован (84) — боснийский военачальник, бригадный генерал армии Боснии[403].
- Иво, Исмаэл (66) — бразильский артист балета и хореограф[404].
- Игай, Диана (56) — венгерский скит-стрелок, чемпионка летних Олимпийских игр в Афинах (2004), неоднократная чемпионка мира и Европы[405].
- Ким, Владимир Васильевич (91) — советский и узбекский экономист, академик АН РУз (2000)[406].
- Кишш, Антал (85) — венгерский легкоатлет (спортивная ходьба), серебряный призёр летних Олимпийских игр в Мехико (1968)[407].
- Константин (Харисиадис) (91) — епископ Константинопольской православной церкви[408].
- Машаду, Розели (52) — бразильская легкоатлетка (бег на длинные дистанции), участница летних Олимпийских игр в Атланте 1996 года[409].
- Нейсбитт, Джон (92) — американский писатель и футуролог[410].
- Пасинато, Микеле (52) — итальянский волейболист, чемпион мира (1998)[411].
- Раш, Ричард (91) — американский кинорежиссёр[412].
- Финдли, Конн (90) — американский спортсмен (академическая гребля), чемпион летних Олимпийских игр в Мельбурне (1956) и в Токио (1964)[413].
- Чайор, Павел (38) — польский киноактёр и кинорежиссёр[414].
- Шаманин, Игорь Владимирович (58) — российский физик-ядерщик, доктор физико-математических наук (1997), профессор (1999)[415].

## 7 апреля
- Акимов, Игорь Андреевич (83) — директор Института зоологии НАН Украины (с 1987), член-корреспондент НАНУ (1990)[416].
- Алекперли, Фарид Урхан оглы (57) — азербайджанский учёный, специалист в области истории медицины, доктор исторических наук, профессор, заведующий отделом Международных связей Института рукописей им. Физули Национальной АН Азербайджана[417].
- Ангел (Анастасиу) (70) — епископ неканонической греческой старостильной юрисдикции — Митрополичьего Синода Отеческого Календаря Церкви ИПХ Греции; её предстоятель (с 2010 года)[418].
- Атабеков, Иосиф Григорьевич (86) — советский и российский вирусолог, академик ВАСХНИЛ/РАСХН (1983—2013), академик РАН (1992)[419].
- Билич, Габриэль Лазаревич (86) — советский и российский учёный-медик, физиолог и фармаколог[420].
- Бози, Алфредо (84) — бразильский литературовед и литературный критик[421].
- Будер, Манфред (85) — немецкий хоккеист[422].
- Гапон, Александр Иванович (80) — советский и украинский театральный актёр, артист Запорожского музыкально-драматического театра, народный артист Украины (1992)[423].
- Кальпе, Антонио (81) — испанский футболист[424].
- Куренцов, Виктор Григорьевич (80) — советский тяжелоатлет, чемпион летних Олимпийских игр в Мехико (1968), многократный чемпион мира и Европы, заслуженный мастер спорта СССР (1966), заслуженный тренер России (2003)[425].
- Миткович, Милорад (70) — сербский хирург, академик Сербской академии наук и искусств (2018)[426].
- Пацнер, Карел (85) — чешский писатель, журналист и научный публицист[427].
- Пашкова, Ольга Леонидовна (55) — советская и российская актриса театра и кино, народная артистка Российской Федерации (2006)[428].
- Пеллегрен, Жак (76) — французский живописец[429].
- Раджбонгши, Индра Мохан (75) — бангладешский фолк-певец[430].
- Раудоникис, Томми (70) — австралийский регбист[431].
- Саттон, Ричард Лексингтон (83) — британский бизнесмен, владелец компании Sir Richard Sutton Limited; убийство[432].
- Сомьяш, Дьёрдь (80) — венгерский кинорежиссёр и киносценарист[433].
- Тарсинова, Ремзие Усеиновна (94) — советская, таджикская, крымскотатарская и украинская танцовщица, балетмейстер, народная артистка Таджикской ССР (1983)[434].
- Треушников, Михаил Константинович (82) — советский и российский правовед, доктор юридических наук (1984), профессор (1988), заведующий кафедрой гражданского процесса юрфака МГУ (с 1983), заслуженный деятель науки Российской Федерации (1998)[435].
- Фирсов, Михаил Васильевич (69) — российский военный деятель, генерал-майор[436].
- Холден, Дуг (90) — английский футболист, известен преимущественно по играм за клуб «Болтон Уондерерс» (1950—1962)[437].
- Шевченко, Григорий Тимофеевич (90) — советский и российский писатель[438].
- Ягличич, Владимир (59) — сербский поэт и писатель[439].

## 6 апреля
- Бекет, Борис Ильич (68) — молдавский актёр и режиссёр[440].
- Гаврилов, Иван Николаевич (81) — советский и украинский архитектор, главный архитектор Днепропетровской области (1982—1992)[441].
- Голяков, Владимир Юрьевич (53) — лидер неоязыческой организации «Схорон еж словен» (с 1991)[442].
- Григорьев, Юрий Григорьевич (95) — советский и российский радиобиолог, доктор медицинских наук, профессор, сотрудник Федерального медицинского биофизического центра имени А. И. Бурназяна[443].
- Дарлинг, Чак (91) — американский баскетболист, чемпион летних Олимпийских игр в Мельбурне (1956)[444].
- Деви, Пратхима (88) — индийская киноактриса[445].
- Домингес Вас, Кармен (69 или 70) — испанская художница[446].
- Живкович Тозовац, Предраг (85) — сербский актёр и фолк-певец[447].
- Кулидж, Чарльз Генри (99) — сержант армии США, награждённый медалью Почёта (1945)[448].
- Кюнг, Ханс (93) — швейцарский католический священник, теолог и писатель[449].
- Любич, Весна (82) — югославский и боснийский кинорежиссёр[450].
- Мадарьяга, Хулен (88) — один из основателей и лидеров баскской организации ЭТА[451].
- Олкевич, Уолтер (72) — американский актёр[452].
- Понте, Родольфо да (82) — парагвайский рапирист, участник летних Олимпийских игр в Мехико (1968)[453].
- Пурвинский, Ян (86) — католический прелат, епископ Киевский и Житомирский (1991—2011)[454].
- Рогожин, Евгений Александрович (74) — заведующий VII отделением ИФЗ РАН, доктор геолого-минералогических наук (1990), профессор, заслуженный деятель науки Российской Федерации (2018)[455].
- Савич, Драгослав (62) — сербский актёр[456].
- Симинович, Луис (100) — канадский молекулярный биолог, член Лондонского королевского общества (1980)[457].
- Таллер, София (50 или 51) — венгерский композитор[458].
- Тарасов, Михаил Михайлович (66) — начальник Санкт-Петербургского военного института внутренних войск МВД России (1997—2008), генерал-майор[459].
- Хастингс, Элси (84) — американский юрист, член Палаты представителей США (с 1993)[460].
- Химченко, Виктор Иванович (89) — советский и российский изобретатель, заслуженный изобретатель РСФСР, лауреат Государственной премии СССР[461].
- Хубер, Гриша (76) — немецкая киноактриса[462].

## 5 апреля
- Андроник (Трубачёв) (68) — игумен Русской православной церкви, внук П. А. Флоренского[463].
- Балачандран, Падманабхан (62) — индийский киноактёр и киносценарист[464].
- Балясная, Любовь Кузьминична (93) — председатель Центрального Совета ВПО имени Ленина (1960—1964)[465].
- Бугаев, Юрий Степанович (75) — советский и российский государственный деятель и учёный[466].
- Гендлин, Владимир Ильич (84) — российский спортивный комментатор[467].
- Гилёв, Иван Николаевич (71) — российский фермер, заслуженный работник сельского хозяйства Российской Федерации (1999)[468].
- Городецкая-Вечорек, Йоланта (74) — польская писательница[469].
- Гусейнов, Рафик Гусейн оглы (76) — азербайджанский гитарист, народный артист Азербайджана (2014)[470].
- Дородных, Виктор Иванович (85) — советский футболист и тренер[471].
- Дунне, Вероника (93) — ирландская оперная певица (сопрано)[472].
- Жумадилов, Кабдеш (84) — советский и казахстанский писатель[473].
- Карраско, Вашингтон (95) — чилийский генерал, сподвижник Аугусто Пиночета министр обороны Чили в 1982[474].
- Кравчик, Кшиштоф (74) — польский композитор, поп-музыкант, певец[475].
- Лукудо Лоро, Паулино (80) — католический прелат, архиепископ Джубы (1983—2019)[476].
- Лычёв, Сергей Николаевич (81) — советский и российский театральный актёр, артист Хабаровского краевого театра драмы (c 1971), народный артист Российской Федерации (2006)[477].
- Мамедов, Фикрет Али оглы (65) — советский и азербайджанский актёр[478].
- Мольдуччи, Пьеро (65) — итальянский волейбольный тренер[479].
- Мялица, Анатолий Константинович (80) — советский и украинский организатор производства, директор Харьковского авиационного завода (1985—1990, 1996—2002, 2008—2015), Герой Украины (1999)[480].
- Риттер, Пол (54) — английский актёр[481].
- Салинс, Маршалл (90) — американский антрополог, член Национальной академии наук США (1991)[482].
- Стефен, Генри (79) — венесуэльский рок-певец[483].
- Хасикос, Сократис (64) — кипрский политический деятель, министр внутренних дел Кипра[484].
- Чэпмен, Филипп (86) — американский астронавт[485].
- Шихов, Ким Иванович (88) — советский и российский живописец, заслуженный художник Российской Федерации (1995)[486].

## 4 апреля
- Бонде, Йенс-Петер (73) — датский политический деятель, депутат Европейского парламента (1979—2008)[487].
- Галлин, Ури (92) — израильский легкоатлет, военный лётчик, участник Войны за независимость Израиля[488].
- Гаспарьянц, Александр Багратович (67) — российский киноактёр[489].
- Гиллан, Шерил (68) — британский государственный деятель, министр по делам Уэльса (2010—2012)[490].
- Зименков, Владимир Николаевич (64) — российский краевед, директор Пензенского краеведческого музея (2003—2019)[491].
- Ким Ин (77) — южнокорейский го-профессионал 9 дана[492].
- Ковальчук, Виктория Владимировна (67) — украинская художница-иллюстратор[493].
- Лобанок, Леонид Михайлович (77) — советский и белорусский физиолог, член-корреспондент НАН Беларуси (1996)[494].
- Малянович, Зигмунт (83) — польский актёр[495].
- Манделл, Роберт (88) — канадский экономист, лауреат Нобелевской премии по экономике (1999)[496].
- Мдлалос, Фрэнк (89) — южноафриканский политик, премьер-министр Квазулу-Натала (1994—1997)[497].
- Мустафетов, Есенгельды Абельмазинович (77) — казахстанский сотрудник государственной безопасности, генерал КНБ Казахстана[498].
- Сайнясон, Кеосайчай (62) — первая леди Лаосской Народно-Демократической Республики (2006—2016)[499].
- Саодатова, Асалбегим (70) — таджикская актриса, народная артистка Таджикистана (2008)[500].
- Сингх, Багвати (88) — индийский политик, депутат Раджья сабха (2004—2009)[501].
- Сырбу, Антонина (?) — молдавская писательница и журналистка[502].
- Тёни, Роланд (71) — итальянский горнолыжник, бронзовый призёр зимних Олимпийских игр в Саппоро (1972)[503].
- Турманов, Ильяс (54) — казахстанский актёр театра и кино, артист Казахстанского государственного академического русского драматического театра имени Наталии Сац[504].
- Тхакумашев, Михаил Хамидович (93) — советский скульптор, заслуженный художник РСФСР (1978)[505].
- Хак, Асламул (59) — бангладешский политик, член Национальной ассамблеи (2018—2021)[506].
- Чиковани, Николай Константинович (90) — советский и абхазский актёр и режиссёр, народный артист Республики Абхазия (2020)[507].
- Шашикала (88) — индийская киноактриса[508].
- Шукетт, Ральф (73) — американский музыкант (Utopia, The Peanut Butter Conspiracy) и композитор (Покемон: Фильм первый)[509]

## 3 апреля
- Абаев, Александр Борисович (78) — советский футболист, российский тренер[510].
- Адзума, Такаси (71) — японский мастер боевых искусств, тренер[511].
- Акберов, Ренат Фазылович (81) — российский лучевой диагност, доктор медицинских наук (1990), профессор КГМА (1993), заслуженный деятель науки Российской Федерации (2005)[512].
- Бех, Николай Иванович (75) — советский и российский промышленник и учёный, генеральный директор завода «КАМАЗ» (1987—1997)[513].
- Вено, Филипп (73) — французский кинорежиссёр и киносценарист[514].
- Генри, Глория (98) — американская актриса кино и телевидения[515].
- Де Банзи, Луис (90) — шотландская актриса[516].
- Дзампатти, Карла (78) — итало-австралийский модельер и бизнес-леди, исполнительный директор Carla Zampatti Pty Ltd[517].
- Дочанашвили, Гурам Петрович (82) — грузинский писатель[518].
- Загорулько, Евгений Петрович (78) — заслуженный тренер СССР по лёгкой атлетике (1983)[519].
- Зоткина, Нина Ивановна (69) — советская и российская киноактриса (тело найдено в этот день)[520].
- Коросташов, Александр Григорьевич (79) — советский и украинский передовик сельского хозяйства, председатель сельхозкооператива «Батькивщина» (с 1978), Герой Украины (2002)[521].
- Курант, Вилли (87) — бельгийский кинооператор[522].
- Лванга, Сиприан Кизито (68) — угандийский прелат, архиепископ Кампалы (с 2006)[523].
- Любимов, Лев Львович (84) — советский и российский экономист, доктор экономических наук (1980), профессор[524].
- Порфирий (Александру) (50) — архиерей неканонической греческой старостильной юрисдикции — Митрополичьего Синода Отеческого Календаря Церкви ИПХ Греции; епископ Мартирупольский, викарий Авлонской и Виотийской митрополии (с 2008 года)[418].
- Поршнев, Игорь Валентинович (62) — белорусский киноактёр и кинопродюсер, директор киностудии «Беларусьфильм» (2015—2018)[525].
- Стивенс, Стэн (91) — американский государственный деятель, губернатор Монтаны (1989—1993)[526].
- Тимотеу, Агналду (84) — бразильский эстрадный певец, композитор, киноактёр и политический деятель, депутат Парламента[527].
- Тынкасов, Артём Лонгинович (50) — советский и российский актёр и театральный педагог[528].
- Хайман, Мартин (87) — британский легкоатлет, тренер по спортивному ориентированию[529].
- Хенри, Глория (98) — американская киноактриса[530].
- Хо Льен Сев (88) — сингапурский баскетболист и тренер[531].
- Шапиро, Яков Иосифович (83) — советский и узбекский скульптор[532].
- Шах, Тарик (58) — индийский киноактёр и кинорежиссёр[533].

## 2 апреля
- Афонин, Валентин Иванович (81) — советский футболист, игравший за сборную СССР, заслуженный мастер спорта СССР (1970)[534].
- Валле, Бернар (75) — французский фехтовальщик-саблист, двукратный бронзовый призер чемпионатов мира (1966, 1967)[535].
- Дикерсон, Морис (71) — американский басист фанк-группы «War»[536].
- Зафари, Зафар Али (90/91) — пакистанский хоккеист на траве, тренер, функционер[537].
- Копит, Артур (83) — американский драматург[538].
- Ламор, Клара (94) — американская пловчиха[539].
- Кушнеренко, Михаил Михайлович (82) — советский партийный деятель, первый секретарь Херсонского обкома Компартии Украины (1987—1991)[540].
- Никитин, Юрий Петрович (92) — советский и российский терапевт, директор НИИ терапии СО АМН СССР/РАМН (1981—2003), академик АМН СССР/РАМН (1982—2013), академик РАН (2013)[541].
- Орджана, Бенито (83) — итальянский политический деятель, депутат Парламента (1992—1994)[542].
- Ройфе, Владлен Семёнович (88) — доктор технических наук (1989), профессор (1994), сотрудник НИИ строительной физики РААСН[543].
- Росат, Жан-Люк (67) — бразильский волейболист[544].
- Сабо, Тюнде (76) — венгерская киноактриса[545].
- Туми, Кристиан Вийган (90) — камерунский кардинал, архиепископ Гаруа (1984—1991), архиепископ Дуалы (1991—2009)[546].
- Чиглинцев, Евгений Александрович (65) — историк-антиковед, доктор исторических наук (2009), профессор кафедры археологии и всеобщей истории института международных отношений КФУ[547].

## 1 апреля
- Акасаки, Исаму (92) — японский физик, член Японской академии наук (2014), лауреат Нобелевской премии по физике (2014)[548].
- Бердалин, Бауржан Маратович (61) — казахстанский деятель МВД, председатель Комитета уголовно-исполнительной системы, генерал-майор[549].
- Войтюк, Станислав Александрович (61) — советский фигурист[550].
- Ворожцов, Борис Иванович (91) — специалист в области разработки методов и средств контроля и технической диагностики изделий и материалов, доктор технических наук (1974), профессор (1975), заслуженный деятель науки и техники РСФСР (1989)[551].
- Дельгадо Паломо, Антонио (63) — испанский параатлет, чемпион летних Паралимпийских игр в Торонто (1976)[552]
- Жарков, Юрий Дмитриевич (72) — советский и российский художник, народный художник Российской Федерации (2009)[553].
- Жюве, Патрик (70) — швейцарский эстрадный певец, пианист и автор песен[554].
- Коруев, Тодор (78) — болгарский писатель и журналист[555].
- Крюгер Кьярелья, Хорхе Энрике (77) — перуанский театральный режиссёр и актёр[556].
- Лапин, Виктор Аркадьевич (79) — советский и российский музыковед и фольклорист[557].
- Мелотти, Массимо (70) — итальянский искусствовед[558].
- Милашшин, Лоранд (73) — венгерский легкоатлет[559].
- Мицуи, Вакио (78) — японский политический деятель, депутат Палаты представителей (2000—2012), министр здравоохранения (2012)[560].
- Мишра Амар, Чандранат (96) — индийский писатель[561].
- Портиш, Хуго[нем.] (94) — австрийский журналист и писатель[562].
- Чечер, Владимир Георгиевич (80) — советский и украинский тренер по боксу[563].